# Meldorf
Meldorf è una città di 7 289 abitanti abitanti dello Schleswig-Holstein, in Germania.
Appartiene al circondario (Kreis) del Dithmarschen ed è capoluogo della comunità amministrativa (Amt) del Mitteldithmarschen.

## Geografia fisica
Meldorf si estende lungo il corso del fiume Miele. Il territorio comunale si estende prevalentemente in lunghezza, per circa 8 km, fino a raggiungere le coste del Mare del Nord.

## Storia
Le prime notizie storiche si hanno in scritti anteriori al 1250 ed era la capitale del Dithmarschen, una repubblica contadina alleata della lega anseatica dal 1468.
La città fu saccheggiata nel 1500 quando re Johann dell'Unione di Kalmar cercò di conquistare la repubblica. Le sue forze erano molto fiduciose e si impegnarono poco e furono battute da forze inferiori come numero ed armamento nella battaglia di Hemmingstedt.
Comunque nel 1559 la repubblica fu conquistata e la città perse i suoi diritti municipali e non li recuperò fino al 1869. Successivamente perse la funzione di capoluogo in favore di Heide, più sviluppata dal punto di vista economico.

## Amministrazione

### Gemellaggi
Meldorf è gemellata con:
- Gryfice

Meldorf intrattiene rapporti d'amicizia (Städtefreundschaft) con:
- Altentreptow